# ریکاردو جسوس
ریکاردو جسوس (به پرتغالی: Ricardo Jesus da Silva) مهاجم اهل برزیل است که در شهر کمپیناس و در تاریخ ۱۶ مهٔ ۱۹۸۵ به دنیا آمده‌است.
ریکاردو جسوس در تیم‌های فوتبال باشگاه ورزشی اینترناسیونال سابقهٔ حضور دارد.